# Accademia Fiorentina

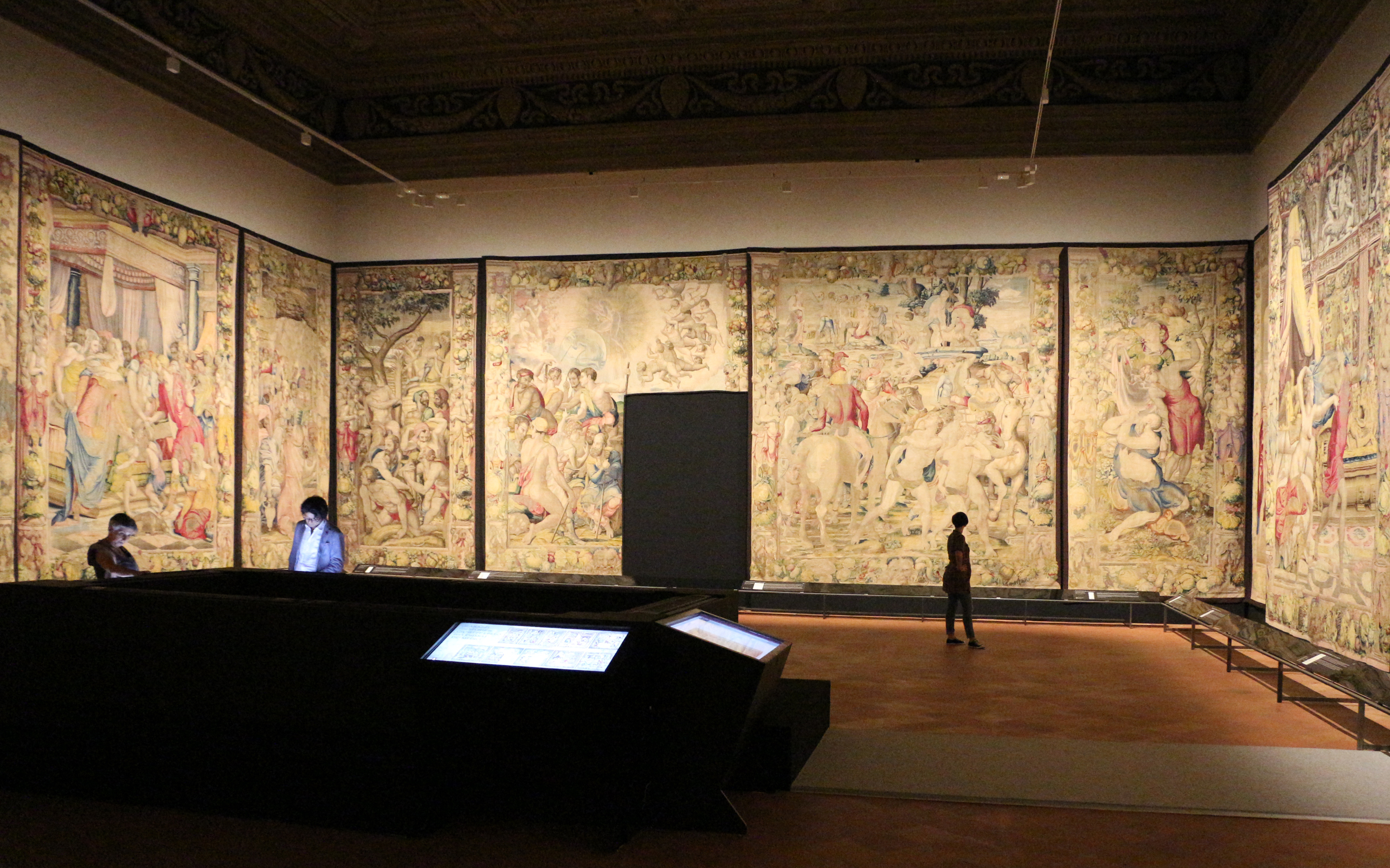
Die Josefsgeschichte (1445–53) von Pontormo und Bronzino in der Sala del Consiglio dei Duecento im Palazzo Vecchio von Florenz, Sitz der Akademie ab 1560

Die Accademia Fiorentina (zuerst Accademia degli Umidi) war ein am 1. November 1540 gegründeter freier Zusammenschluss von Dichtern in Florenz und geht auf die Initiative von Antonio Francesco Grazzini und Giovanni Mazzuoli zurück. Ein Mitbegründer war Pierfrancesco Giambullari. Den Anlass bot die Gründung der Accademia degli Infiammati 1540 in Padua, den ‚Entflammten‘ standen also die ‚Feuchten‘ gegenüber.
Am 23. Februar 1542 (florentinische Zeitrechnung 1541) proklamierte Herzog Cosimo I. de’ Medici die Akademie als eine feste, unter seinem Schutz stehende Organisation unter dem neuen Namen Accademia Fiorentina oder Società di Eloquenza, die zur Etablierung toskanischer Kultur auch in der Volkssprache (volgare) beitragen sollte. Es gab die leitenden Ämter des Konsulen und des Zensoren. Die Mitglieder dieser Akademie kommentierten und feierten vor allem Dante und Petrarca. Giovan Battista Gelli begann 1541 mit c. XXVI des Purgatorio; Benedetto Varchi kommentierte ebenso die Commedia wie Francesco de’ Vieri und Iacopo Mazzoni. Galileo Galilei hielt 1587 zwei Lesungen. Hugolin Martelli arbeitete 1544 als von Cosimo berufener Konsul und vermittelte zwischen den ursprünglichen Umidi (Feuchte) mit Varchi und Grazzini und den Aramei (ironisch für Freunde des Hebräischen) um die konservativen Giambulari, Gelli und Carlo Lenzoni. Dahinter standen Konflikte um die Vortragssprache (zwar kein Latein, doch eher die toskanische Gegenwartssprache oder wie die älteren Klassiker Petrarca und Dante), das Bewahren des alten christlichen Platonismus gegenüber Aristoteles und der Treuebekenntnisse zu den Medici. Neben der Dichtung ging es um die Naturphilosophie, Astronomie und Mathematik. Der Sitz wechselte mehrfach, ab 1560 war es die Sala del Consiglio dei Duecento im Palazzo Vecchio.
1783 wurde die Akademie auf Befehl des Großherzogs Peter Leopold mit der Accademia della Crusca und der Accademia degli Apatisti zur Accademia Fiorentina Seconda zusammengefasst.

## Einzelbelege
1. ↑  MAZZUOLI, Giovanni, detto lo Stradino in "Dizionario Biografico". Abgerufen am 17. Januar 2023 (italienisch).
2. ↑  Bodo Guthmüller, Wilhelm Kühlmann: Renaissancekultur und antike Mythologie. Walter de Gruyter GmbH & Co KG, 2015, ISBN 978-3-11-093360-4 (google.de [abgerufen am 17. Januar 2023]).
3. ↑  LENZONI, Carlo in "Dizionario Biografico". Abgerufen am 17. Januar 2023 (italienisch).
4. ↑  MARTELLI, Ugolino in "Dizionario Biografico". Abgerufen am 16. Januar 2023 (italienisch).
5. ↑  Anna Toscano: Accademia Fiorentina (I luoghi della Scienza in Toscana des Museo Galileo) (Memento vom 12. April 2016 im Internet Archive)